# Гавин Дегро
Гавин Дегро (енгл. Gavin DeGraw; рођен 4. фебруара 1977) је амерички певач и текстописац.
Одрастао је у једном од предграђа Њујорка. Отац му је био затворски чувар, а мајка специјалиста за детоксикацију. Постао је познат по томе што је једна од његових песама "I Don't Want To Be" постигла велики успех након што је одабрана за песму која ће се наћи у насловној шпици телевизијске серије Три Хил. Почео је да се бави певањем и да свира клавир са осам година. Студирао је музику на Музичком колеџу Беркли.